# Iberolacerta horvathi
La lucertola di Horvath (Iberolacerta horvathi Méhelÿ, 1904) è un rettile squamato appartenente alla famiglia dei Lacertidi.

## Descrizione
Con il suo corpo lungo 5,5-6,5 cm, la lucertola di Horvath è piccola, esile e schiacciata, con testa relativamente corta e coda lunga. Il dorso è grigio-brunastro chiaro o scuro e, a seconda dell'incidenza della luce, mostra spesso riflessi verdognoli; sono anche presenti macchioline scure, che al centro del dorso possono assumere la forma di una linea longitudinale indistinta. Sui fianchi è visibile una banda laterale marrone o bruno-rossiccia, dai bordi ben definiti e perlopiù distintamente ondulata, che sulla coda può proseguire come un motivo a rombi. Le parti inferiori sono prive di macchie e la coda suddivisa in anelli alternati stretti e larghi. Ha una lunghezza totale di 16-18 cm.

## Biologia
Lucertola diurna dai movimenti rapidi, vive in montagna, su pareti rocciose, dove cattura ragni e piccoli insetti e depone 3-5 uova nel mese di luglio.

## Distribuzione e habitat
La lucertola di Horvath popola diverse catene montuose dei Balcani nord-occidentali (Slovenia, Croazia), nel nord-est dell'Italia e in Austria meridionale (Alpi Giulie e Carniche). Vive ad altitudini comprese tra i 400 e i 2000 m, in particolare in habitat rocciosi umidi con elevata radiazione solare, ma non eccessivamente caldi.